# Hoplopleura angulata
Hoplopleura angulata är en insektsart som beskrevs av Ferris 1921. Hoplopleura angulata ingår i släktet Hoplopleura och familjen gnagarlöss. Inga underarter finns listade i Catalogue of Life.